# Wylie Grant
Wylie Grant, właśc. Wylie Cameron Grant (ur. 24 listopada 1879; zm. listopad 1968) – amerykański tenisista, zwycięzca U.S. National Championships 1902 i U.S. National Championships 1904 w grze mieszanej.

## Kariera tenisowa
Grant dwukrotnie został mistrzem U.S. National Championships (obecnie US Open) w konkurencji gry mieszanej, w 1902 i 1904 razem z Elisabeth Moore. W 1908 zagrał na Wimbledonie osiągając czwartą rundę singla i ćwierćfinał debla.

### Finały w turniejach wielkoszlemowych

#### Gra mieszana (2–0)
| Końcowy wynik | Nr | Data | Turniej                                 | Nawierzchnia | Partnerka       | Przeciwnicy                      | Wynik finału |
| ------------- | -- | ---- | --------------------------------------- | ------------ | --------------- | -------------------------------- | ------------ |
| Zwycięzca     | 1. | 1902 | U.S. National Championships, Filadelfia | Trawiasta    | Elisabeth Moore | Elizabeth Rastall Albert Hoskins | 6:2, 6:1     |
| Zwycięzca     | 2. | 1904 | U.S. National Championships, Filadelfia | Trawiasta    | Elisabeth Moore | May Sutton F. B. Dallas          | 6:2, 6:1     |